# Olympic Arms
Olympic Arms, Inc — американская компания, занимающаяся производством и продажей автоматических винтовок AR-15 и модификаций M16 собственного производства, карабинов, пистолетов, наборов для модификации.

## История
Компания Olympic Arms, Inc. была основана Робертом Шутцем (англ. Robert C. Schuetz, под названием Schuetzen Gun Works (SGW) в 1956 году, занималась производством оружейных стволов в городе Колорадо-Спрингс, штат Колорадо. В 1975 году компания переезжает в город Олимпия, штат Вашингтон и продолжает производством матчевых стволов, и начинает работы над производством и выпуском модифицированных винтовок с продольно-скользящим поворотным затвором.
В 1982 году в результате решения управляющих компанией SGW начинается выпуск клонов винтовок семейства AR-15 / M16 под новым торговым именем — Olympic Arms, Inc. Под торговой маркой SGW продолжается выпуск модернизированных винтовок с продольно-скользящим поворотным затвором.
В 1987 году компания приобретает компанию Safari, расположенную в Аризоне, и добавляет к своему производству выпуск модифицированных пистолетов модели M1911 под новым торговым именем — Safari Arms.
Компания Olympic Arms, Inc внедрила много инновационных изменений в конструкцию винтовки AR-15. Например, именно AR-15 её производства впервые получили ствольную коробку без ручки для переноски, с расположенным сверху универсальным рельсовым интерфейсом для прицелов и аксессуаров, консольно вывешенное цевьё, не касающееся ствола, и наборы, позволяющие конвертировать винтовку под использование более дешёвых пистолетных патронов в тренировочных целях.
Так же компания производит клоны AR-15 в калибрах 9×19 мм, .45 ACP, 7,62×39 мм, Winchester Super Short Magnum.